# Benbrottjärnen
Benbrottjärnen är en sjö i Ånge kommun i Medelpad som ingår i Ljungans huvudavrinningsområde.